# Ducati Uniti di Jülich-Kleve-Berg
I cosiddetti Ducati Uniti di Jülich-Kleve-Berg (in tedesco Vereinigte Herzogtümer Jülich-Kleve-Berg, in olandese Verenigde Hertogdommen Gulik-Kleef-Berg) furono una combinazione di Stati del Sacro Romano Impero. Nel 1423 i Ducati di Jülich e Berg erano uniti e nel 1521 si unirono con il Ducato di Kleve e con la Contea di Mark per formare lo Jülich-Kleve-Berg.
Alla morte di Giovanni Guglielmo di Jülich-Kleve-Berg, deceduto senza eredi nel 1609, la sua eredità venne discussa tra gli eredi delle sue sorelle. Il figlio della sorella maggiore era Elettore di Brandeburgo, un protestante. Il figlio della seconda sorella, erede del Palatinato-Neuburg, un cattolico. Le guerre dell'epoca tra cattolici e protestanti presto portarono alla guerra dei trent'anni e la disputa per la successione rientrò proprio in questi avvenimenti. Alla fine il Brandeburgo ricevette Kleve-Mark e Neuburg ricevette Jülich-Berg. Neuburg presto divenne un Elettorato Palatino, ma la Prussia prese possesso di Jülich-Berg. Nel 1701 gli Elettori di Brandeburgo, dei quali Kleve-Mark fu il primo possesso nella Germania occidentale, divennero re di Prussia.
Nel 1815, dopo il Congresso di Vienna, il ducato divenne interamente parte delle province prussiane, divenendo la Provincia di Jülich-Kleve-Berg. Nel 1822 venne unito al Granducato del Basso Reno per formare la Provincia del Reno.

## Duchi di Jülich-Kleve-Berg
- Giovanni 1521-1539 (Giovanni III di Kleve)
- Guglielmo 1539-1592 (Guglielmo il Ricco)
- Giovanni Guglielmo 1592-1609

| Controllo di autorità | VIAF (EN) 124032754 · LCCN (EN) n2003031361 · GND (DE) 5265633-0 · J9U (EN, HE) 987007484873505171 |